# Tomba delle Tassinaie
La tomba della Tassinaie, o della Tassinara o Tassinaia, è una delle circa quindici tombe etrusche dipinte conosciute a Chiusi. Si trova a est dell'abitato, vicino alla catacomba di Santa Mustiola. È l'unica tomba etrusca di epoca ellenistica conservatasi nella zona, databile al 170-150 a.C. circa.

## Storia e descrizione
Si tratta di una piccola camera quadrangolare ipogea scavata nella pietra arenaria e scoperta nel 1866 in località Le Tassinaie. Preceduta da un lungo dromos, la camera è introdotta da una porta con arco a tutto sesto, coperta da volta a botte e dotata di banchine laterali. Sulla porta erano collocate a chiusura tre tegole, due delle quali portavano iscrizioni.
Le pareti sono decorate da pitture applicate direttamente sulla roccia (non affreschi): su quella d'ingresso e quella di fondo si vedono due un grandi scudi tra due festoni e nastri, mentre le pareti laterali sono decorate con le raffigurazioni dei defunti col loro nome (figlio e moglie del fondatore Tiu, originario di Volsini, cioè Orvieto) e altri festoni.
Sulla parete di fondo si trovava il sarcofago di terracotta del fondatore della tomba, con modellata sul coperchio una figura maschile, recante in mano il "rotolo del destino", conservato oggi nel Museo archeologico nazionale di Chiusi. In quel museo è stata ricostruita la tomba con copie delle pitture eseguite da Guido Gatti per la "Galleria delle pitture etrusche", già nel Museo archeologico nazionale di Firenze.